# Michael Hayden (generaal)
Michael Vincent Hayden (Pittsburgh, Pennsylvania, 17 maart 1945) was van 30 mei 2006 tot 12 februari 2009 de directeur van de Amerikaanse Central Intelligence Agency (CIA). Voordat hij directeur van de CIA werd, was hij de belangrijkste afgevaardigde van toenmalig directeur Nationale Veiligheid John Negroponte en was hij directeur van de National Security Agency (NSA). In februari 2009 maakte Barack Obama bekend dat hij Hayden ging vervangen als directeur door Leon Panetta, een voormalige Stafchef van het Witte Huis van president Bill Clinton.
Hayden heeft een lange carrière doorlopen in de Amerikaanse luchtmacht. Hij heeft sinds de jaren zestig vele posities bekleed in Washington, maar ook op Amerikaanse posten in het buitenland. Doordat hij militair was, kreeg zijn benoeming tot hoofd van de CIA veel kritiek, met name van democraten. Hierdoor zou het Pentagon te veel invloed krijgen op de CIA. Bovendien had hij in 2001 als directeur van de NSA een controversieel programma in werking gesteld dat de NSA de mogelijkheid gaf iedereen zonder bevel vooraf af te kunnen luisteren.

## Militaire loopbaan
- Second Lieutenant: 2 juni 1967[1]
- First Lieutenant: 7 juni 1970[1]
- Captain: 7 december 1971[1]
- Major: 1 juni 1980[1]
- Lieutenant Colonel: 1 februari 1985[1]
- Colonel: 1 november 1990[1]
- Brigadier General: 1 september 1993[1]
- Major General: 1 oktober 1996[1]
- Lieutenant General: 1 mei 1999[1]
- General: 22 april 2005[2]

## Decoraties
- Presidential Service Badge
- Defense Distinguished Service Medal (2)
- Defense Superior Service Medal with Oak Leaf Cluster
- Legioen van Verdienste
- Bronze Star
- Meritorious Service Medal with Two Oak Leaf Clusters
- Air Force Commendation Medal
- Air Force Achievement Medal
- Joint Meritorious Unit Award
- Air Force Outstanding Unit Award
- Air Force Organizational Excellence Award
- National Security Medal
- Armed Forces Service Medal
- National Defense Service Medal with Service Star
- Armed Forces Service Medal
- Air Force Overseas Short Tour Service Ribbon with Oak Leaf Cluster
- Air Force Overseas Long Tour Service Ribbon with two Oak Leaf Clusters
- Air Force Longevity Service Award
- Marksmanship Ribbon
- Air Force Training Ribbon
- Order of National Security Merit (Korea)
- Officier in de Orde van Australië op 1 juli 2010
- Commandeur in de Orde van Verdienste met Ster in 2004
- Grote kruis van verdienste in de Orde van Verdienste van de Bondsrepubliek Duitsland